# Teresa Palmer
|  | No s'ha de confondre amb Teresa Palmer Tous. |

Teresa Mary Palmer (Adelaida, Austràlia Meridional, 26 de febrer de 1986) és una actriu, escriptora i model australiana, coneguda pels seus papers a Warm Bodies, Lights Out i Hacksaw Ridge. Va protagonitzar, coescrigué i coproduí The Ever After amb el seu espòs, Mark Webber.

## Primers anys
Palmer va néixer i créixer a Adelaida. És l'única filla de Kevin Palmer, un inversor i Paula Sanders, infermera i missionera. Els seus pares es van divorciar el 1989 quan ella tenia tres anys. Té una madrastra, Karen Palmer, així com dues germanes i dos germanastres, que vivien amb el seu pare. Palmer va declarar a la revista Interview que «té arrels humils», que va viure amb la seva mare en un habitatge de protecció pública i es va criar amb el seu pare en una granja a Adelaida Hills. El nom de Teresa l'escollí la seva mare en homenatge a Teresa de Calcuta, i ha declarat que va tenir una infantesa difícil, ja que la seva mare tenia trastorn bipolar.
Palmer va assistir al Mercedes College, un col·legi privat catòlic, i el 2003 va guanyar una audició local de "Search for a Movie Star". Els seus primers treballs d'actuació van ser vestir-se de Strawberry Shortcake i de Petit Ajudant de Santa Claus els caps de setmana per a promocions en un centre comercial prop d'Adelaida. Palmer va assistir a classes d'interpretació durant un parell d'anys i va aparèixer en alguns anuncis de televisió. També va treballar en un lloc de menjar ràpid anomenat Hungry Jack's al centre comercial Rundle Mall el 2005, abans de treballar en les botigues de roba Supré, Mambo Graphics i Cotton On.
Després de graduar-se a l'institut, Palmer va rebre una trucada del seu representant proposant-li aparèixer en una pel·lícula juvenil titulada 02:37. El director havia vist una fotografia seva en el lloc web de l'agència d'interpretació i volia que fos part de la pel·lícula. Palmer pensava que treballaria en una protectora d'animals. Va ser acceptada a la universitat per estudiar la carrera de magisteri i estava seguint un curs sobre periodisme, però sempre havia somiat amb la interpretació, així que va deixar la universitat per treballar en la pel·lícula.

## Carrera professional

### 2005-2006: inicis a Austràlia i carrera en ascens
Palmer va aconseguir un paper d'extra en la pel·lícula Deck Dogz de l'any 2005, a més d'aparèixer en altres pel·lícules rodades a Adelaida. Va tenir un paper menor en la pel·lícula Wolf Creek del 2005, on va aparèixer en l'escena de la festa en la piscina. A l'edat de 18 anys, va ser triada pel cineasta Murali K. Thalluri per a la pel·lícula australiana independent 02:37. Palmer va interpretar a Melody, una estudiant de secundària molt popular que es converteix en suïcida després d'haver quedat embarassada del seu germà. Gràcies a aquest paper va ser nominada el 2006 per un Australian Film Institute Awards com a Millor actriu principal. Després va signar amb un agent de talents de Sydney.
Palmer va protagonitzar el thriller psicològic Restraint, al costat de l'actor anglès Stephen Moyer i el model de Calvin Klein Travis Fimmel. Rodada a Nova Gal·les del Sud a mitjan 2005, la pel·lícula va ser escrita per David Warner i dirigida per David Denneen. Palmer va ser considerada un «estel en ascens» per la revista Screen International aquell any. Després va protagonitzar la pel·lícula December Boys, ambientada en la dècada de 1960 i basada en la novel·la de Michael Noonan. Va interpretar a Lucy, la qual viu un aventura amb el personatge interpretat per l'actor Daniel Radcliffe en una platja remota. Palmer va estudiar el personatge de Dominique Swain de la pel·lícula Lolita de 1997 per capturar la sexualitat oberta del seu personatge. La pel·lícula va començar a rodar-se al novembre de 2005 a la costa sud d'Austràlia. Va ser estrenada el 14 de setembre de 2007 al Regne Unit i Estats Units i el 20 de setembre de 2007 a Austràlia.
02:37 es va estrenar al Festival de Cinema de Cannes de 2006 en la secció Un Certain Regard. El viatge a Cannes la va portar a conèixer al seu gerent i agent de talent nord-americà, David Seltzer. Més tard, va acabar signant un contracte amb l'Agència William Morris.
Palmer va ser triada per protagonitzar al costat de Tom Sturridge la seva primera pel·lícula americana, Jumper, una pel·lícula de ciència-ficció que va ser dirigida per Doug Llimen. Encara que més tard els personatges principals van ser reescrits per a actors de major edat i el seu paper va ser finalment per a Rachel Bilson. Palmer es va sentir devastada per la pèrdua del paper i va tornar a Adelaida durant uns mesos. Va realitzar el seu debut cinematogràfic a Hollywood amb la pel·lícula, The Grudge 2 de 2006, una seqüela de terror protagonitzada per Amber Tamblyn i Sarah Michelle Gellar. Palmer va descriure el seu personatge, Vanessa, com «la joiosa col·legiala». La pel·lícula va ser estrenada el 13 d'octubre de 2006 (un divendres 13), va rebre comentaris desfavorables per part de la crítica i va recaptar $70 milions a tot el món tenint un pressupost de $20 milions.

### 2007-2010:Take Me Home Tonight, Bedtime StoriesiThe Sorcerer's Apprentice

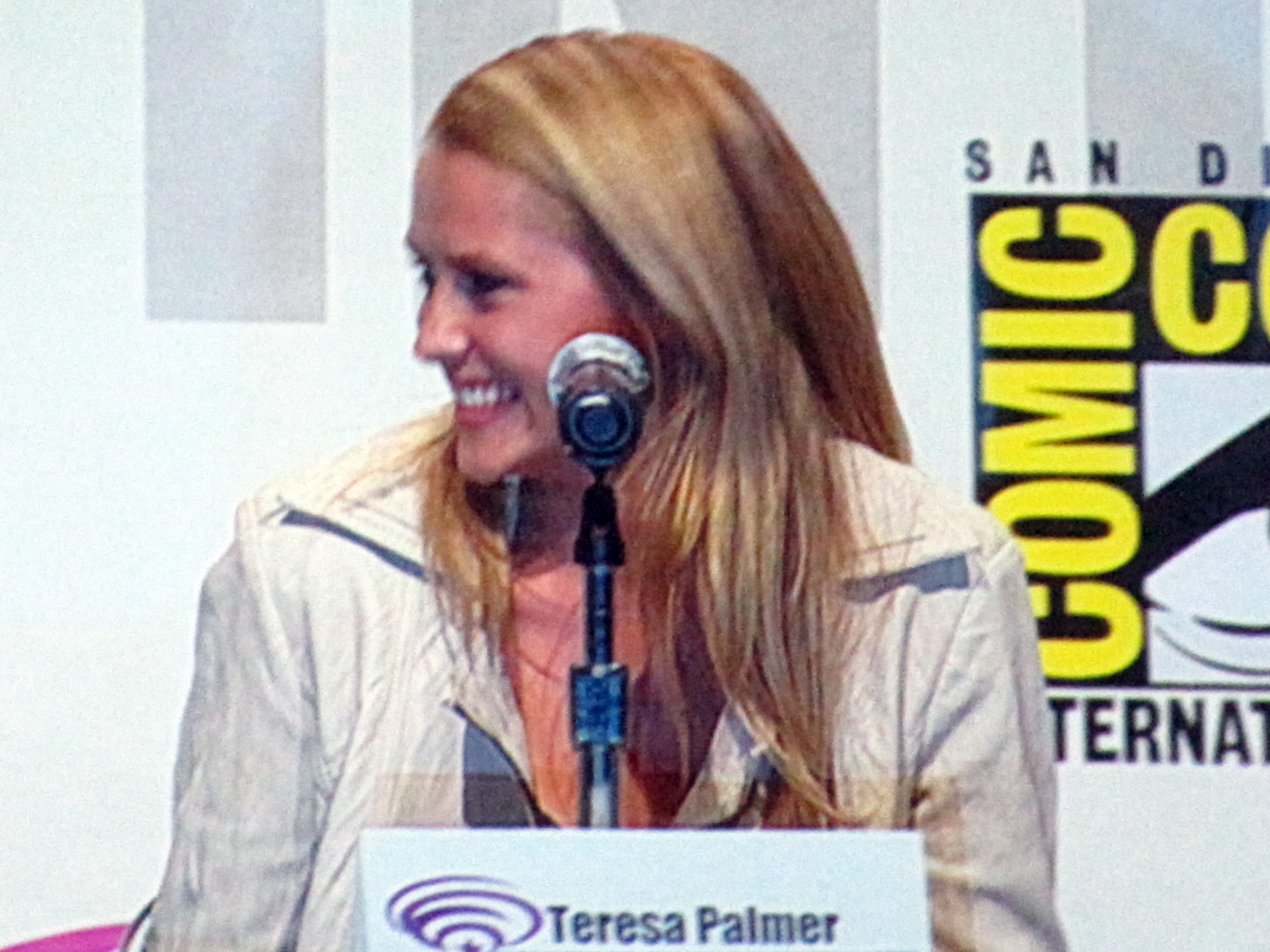
Palmer en la Convenció Internacional de Còmics de Sant Diego el 2010

A principis del 2007, Palmer va ser triada com Tori Frederking per a la comèdia Take Me Home Tonight, protagonitzada per Anna Faris, Dan Fogler i Topher Grace. Ambientada en la dècada de 1980, la pel·lícula va ser dirigida per Michael Dowse i estrenada al març de 2011. Take Me Home Tonight no va tenir una bona acollida a taquilla, no aconseguint recuperar el seu pressupost de $19 milions. Palmer va protagonitzar el videoclip del senzill «Breaking Up» del grup Eskimo Joe, publicat el 2007 i realitzat a Newcastle. En el vídeo Palmer salta al mar amb el cantant de la banda, Kavyen Temperley. Palmer es va traslladar de Semaphore Beach a Adelaida a Los Angeles al maig de 2007, per avançar en la seva carrera com a actriu i poder presentar-se a més audicions de pel·lícules. Va declarar que Los Angeles era «un gran ajust» i «molt diferent» de la seva casa a Austràlia. Va passar per un període de solitud i depressió, i va estar pensant de tornar a casa fins que va fer-hi amistats. El novembre de 2007, Palmer va ser triada per interpretar a la vilana, Talia al Ghul, en la pel·lícula de superherois Justice League of America, al costat de D. J. Cotrona, Adam Brody, Anton Yelchin, Common i Megan Gale. George Miller va ser designat per dirigir la pel·lícula, però el projecte va acabar essent cancel·lat per Warner Bros a causa de problemes de reescriptura del guió.
Palmer va ser la imatge de la col·lecció "Modern Darling" del joier Ena Logan el 2008. Aquest mateix any va ser fitxada per Adam Sandler per interpretar a Violet Nottingham en la pel·lícula infantil de Walt Disney Pictures Bedtime Stories, protagonitzada per Guy Pearce i Courteney Coix. Sandler també va col·locar a la mare de Palmer i al seu millor amic en algunes escenes de la pel·lícula. Va ser estrenada el 25 de desembre de 2008 i va recaptar $212 milions a tot el món amb el seu pressupost de $80 milions.
El 2009, Palmer va formar part de la companyia de producció de cinema Avakea Productions, juntament amb les actrius australianes Tahyna Tozzi i Nathalie Kelley. Va ser jutgessa convidada en el concurs de talent cinematogràfic realitzat en Sidney, Optus ONE80PROJECT, de la cadena de televisió MTV Austràlia. Aquell any, va filmar una campanya publicitària per a una botiga de texans d'Austràlia, Just Jeans, i es va convertir en la cara i portaveu de la companyia de cosmètics Jurlique.
Palmer va protagonitzar la pel·lícula de gènere romàntic The Sorcerer's Apprentice, produïda per Jerry Bruckheimer i dirigida per Jon Turteltaub. La pel·lícula es va basar en la pel·lícula d'animació Fantasia de 1940, que al seu torn va ser inspirada per un poema de Goethe. Palmer va romandre a Manhattan durant el rodatge que durà sis mesos. Va interpretar a Becky Barnes, una estudiant universitària de la qual s'enamora el personatge de Dave Stutler (Jay Baruchel), un estudiant de física i aprenent del mag Balthazar (Nicolas Cage). Va ser estrenada el 14 de juliol de 2010 i va recaptar $215 milions a tot el món amb un gran pressupost de $150 milions. El juliol de 2010, la revista Parade la va posar en el lloc número 1 de la seva llista "Biggest Box Office Flops of 2010 (So Far)".

### 2011-2014: Transició, papers importants iWarm Bodies

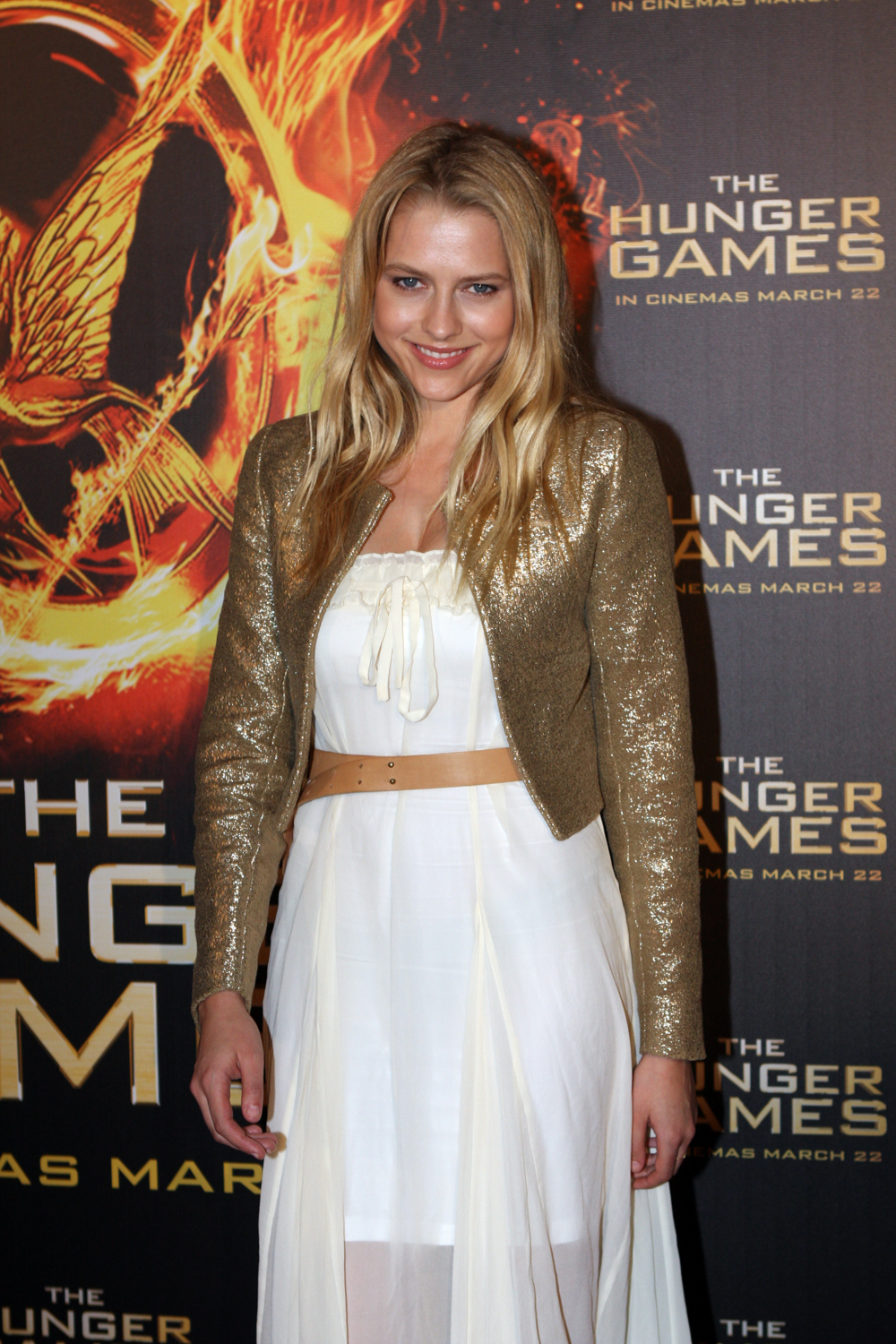
Palmer en la premiere dEls jocs de la fam a Sidney el 2012

En 2011, Palmer va protagonitzar la pel·lícula d'aventura i ciència-ficció I Am Number Four, al costat d'Alex Pettyfer i Dianna Agron. Va interpretar al Número Sis, un dels nou alienígenes que es van veure obligats a amagar-se a la Terra després de la destrucció del seu planeta natal. El seu personatge era expert en arts marcials, va conduir una motocicleta Ducati, i podia convertir-se en invisible i caminar sobre el foc. La pel·lícula és una adaptació d'una novel·la que va ser la primera d'una sèrie de sis parts. Palmer va signar un contracte per fer tres pel·lícules si la pel·lícula es convertia en una franquícia. La pel·lícula va ser estrenada als cinemes el 18 de febrer de 2011 i també va ser llançada en format IMAX. Va rebre en general crítiques negatives i va recaptar $149 milions a tot el món.
Palmer anava a protagonitzar Fury Road, una seqüela de la sèrie Mad Max que anava a ser dirigida pel cineasta australià George Miller, però no es va unir al repartiment a causa de conflictes de programació i la pel·lícula va ser post-posada. Palmer va protagonitzar el curtmetratge Bear de Nash Edgerton, on va interpretar el paper d'Emelie. El curtmetratge va competir en el Festival de Cinema de Cannes 2011.

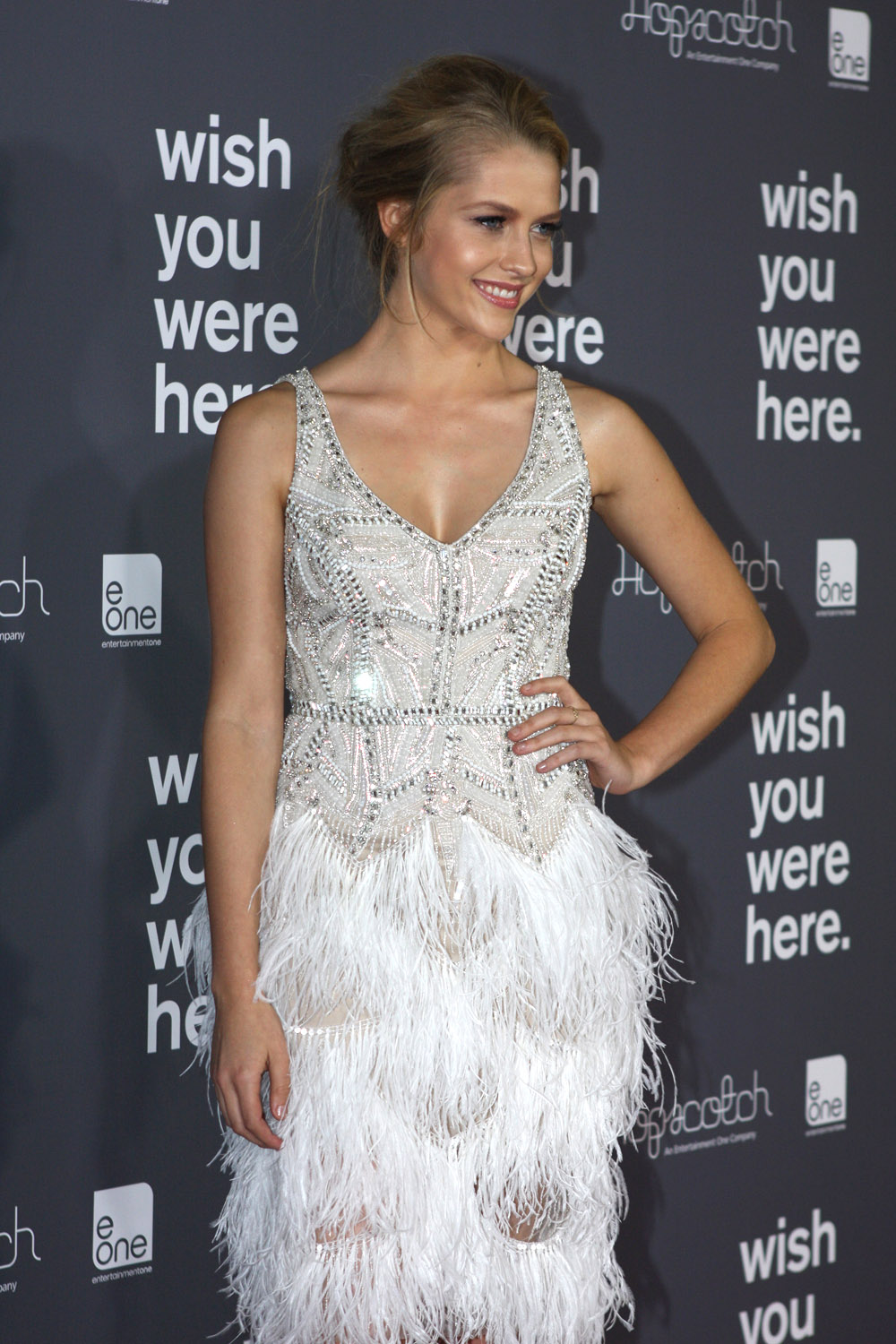
Palmer en l'estrena de Wish You Were Here el 2012

Palmer va protagonitzar al costat de Joel Edgerton la pel·lícula australiana independent Wish You Were Here, dirigida per Kieran Darcy-Smith. La pel·lícula va començar el seu rodatge a Sydney el novembre de 2010 i es va estrenar en el Festival de Cinema de Sundance de 2012. Va ser nominada a un Film Critics Circle of Austràlia Awards com a Millor actriu de repartiment.
El 2011, també va protagonitzar al costat d'Aaron Paul el curtmetratge Quirky Girl, on va interpretar a Claire en una producció destinada al lloc web Funny or Die.
El 2013, Palmer va protagonitzar la pel·lícula de zombis, Warm Bodies, produïda per Summit Entertainment, i basada en la novel·la juvenil homònima d'Isaac Marion. Va interpretar a Julie, una noia que s'enamora d'un zombi anomenat R (Nicholas Hoult). La seva estrena va ser l'1 de febrer de 2013 als Estats Units i el 8 de febrer de 2013 al Regne Unit. Warm Bodies va rebre crítiques favorables i va recaptar $116 milions a tot el món. Al febrer de 2013, Palmer va ser designada el «rostre global» de la marca de cosmètics Artistry. Més tard va protagonitzar Love and Honor al costat de Liam Hemsworth, una pel·lícula independent romàntica filmada a mitjan 2011 a Ann Arbor, Michigan. La pel·lícula està ambientada en la dècada de 1960 durant la Guerra del Vietnam i va ser estrenada el març de 2013. Va tenir una estrena limitada el 22 de març de 2013, rebent crítiques negatives i només va recaptar $19.000.
El 2014, va coprotagonitzar al costat de Josh Hartnett, Rosario Dawson i Penn Badgley el drama romàntic Parts Per Billion. Va ser estrenat el 20 de maig de 2014. En el Festival Internacional de Cinema de Toronto de 2014, es van estrenar dues pel·lícules protagonitzades per Palmer, Cut Bank (2014) i Kill Me Three Times (2015). Ambdues pel·lícules van rebre crítiques negatives. A Cut Bank es va ficar en el paper de Cassandra Steeley, una aspirant a model, l'interès amorós del personatge de Liam Hemsworth i la filla del personatge de Billy Bob Thornton. A Kill Me Three Times va interpretar una assassina al costat de Simon Pegg, Alice Braga i Luke Hemsworth. Aquesta última pel·lícula va ser estrenada en cinemes el 10 d'abril de 2015. El 2014 va protagonitzar al costat de Melissa Leo i Phoebe Tonkin la pel·lícula The Ever After, dirigida pel seu marit Mark Webber. Escrita per ella mateixa i Webber, és una història d'amor que explora les profunditats del matrimoni.

### 2015-present:Point Break,The ChoiceiLights Out
Al febrer de 2015 va coprotagonitzar la pel·lícula Knight of Cups dirigida per Terrence Malick, i protagonitzada per Christian Bale. La pel·lícula es va estrenar en la secció principal de competició en la 65a edició del Festival Internacional de Cinema de Berlín al febrer de 2015. La pel·lícula va ser llançada el 4 de març de 2016 als Estats Units per la productora Broad Green Pictures. En aquell mateix mes, es va anunciar que Palmer seria una de les protagonistes, al costat d'Edgar Ramírez i Luke Bracey, de la pel·lícula d'acció Point Break de 2015, un remake de la pel·lícula homònima de 1991. Es va estrenar en cinemes el 25 de desembre de 2015 als Estats Units.
A l'octubre de 2015 es va saber que Palmer participaria en el curtmetratge Too Legit al costat de Zoë Kravitz, Clark Gregg, Nate Corddry i Lauren Weedman. Aquest projecte va ser confirmat per la directora del curtmetratge, Frankie Shaw, mitjançant Twitter i Instagram i es va estrenar el 23 de gener de 2016 en el Festival de Cinema de Sundance.
El 2016, Palmer va interpretar el paper principal femení en l'adaptació de la novel·la de Nicholas Sparks, The Choice amb Benjamin Walker, Tom Welling, Alexandra Daddario i Tom Wilkinson. La pel·lícula es va estrenar el 5 de febrer de 2016 i va tenir crítiques desfavorables. Va ser coprotagonista al costat de Woody Harrelson, Kate Winslet i Casey Affleck en el drama criminal Triple Nine de 2016, dirigit per John Hillcoat, que es va estrenar als cinemes als Estats Units el 26 de febrer de 2016. Aquell mateix any va interpretar a Rebecca en la pel·lícula de terror Lights Out, basada en el curtmetratge homònim. La cinta es va estrenar el 22 de juliol de 2016 als Estats Units a càrrec de Warner Bros, rebent crítiques positives per part de la premsa i essent lloada l'actuació de Palmer en el film. Va recaptar $88.4 milions de dòlars sobre un pressupost de $4.9 milions. Va coprotagonitzar la pel·lícula Hacksaw Ridge al costat d'Andrew Garfield, Rachel Griffiths, Vince Vaughn, Sam Worthington, Luke Bracey i Richard Roxburgh. El film, dirigit per Mel Gibson, està ambientat en l'època de la Segona Guerra Mundial. La pel·lícula va rebre crítiques positives i l'actuació de Palmer va ser elogiada. Poc després, coprotagonitzaria la pel·lícula Message from the King al costat de Chadwick Boseman, Luke Evans i Alfred Molina.
El 2017, Palmer va protagonitzar el thriller psicològic Berlin Syndrome al costat de l'actor Max Riemelt. Basada en la novel·la de Melanie Joosten, la pel·lícula va ser dirigida per Cati Shortland i coescrita per Shaun Grant. Palmer va interpretar a Clare, una jove periodista que coneix a Andi, un home atractiu amb el qual passa una nit d'amor. Més tard, va coprotagonitzar la pel·lícula 2:22 al costat de Michiel Huisman i Sam Reid.
L'agost de 2017 es va anunciar que Palmer havia estat triada per interpretar el paper de Diana Bishop en la sèrie de televisió britànica A Discovery of Witches, basada en la novel·la homònima de Deborah Harkness. Produïda per Bad Wolf Television i Sky Original Productions, fou emesa per la cadena Sky One. La primera temporada va ser estrenada a la tardor de 2018, i abans que aquesta acabés, la cadena va renovar la sèrie per dues temporades més. Al mes següent, es va revelar que protagonitzaria la pel·lícula Ride Like a Girl al costat de Sam Neill i Jacki Weaver, on interpretarà a Michelle Payne, la primera genet de cavalls de carreres a guanyar la cobejada Copa de Melbourne.

## Vida personal
Al setembre del 2012, va començar a sortir amb l'actor Mark Webber després que aquest la contactés a través de Twitter. El juliol de 2013, la parella va anunciar que estaven compromesos i a l'agost del mateix any que estaven esperant al seu primer fill junts. Palmer i Webber es van casar el 31 de desembre de 2013 a Mèxic. El 17 de febrer de 2014 van donar la benvinguda al seu primer fill en comú Bodhi Rain Palmer. Teresa també és madrastra d'Isaac Love, fill de Mark d'una relació anterior amb l'actriu Frankie Shaw. La família resideix a la comunitat de Beachwood Canyon, Los Angeles, i passa temporades a l'Adelaida natal de Palmer.
Al novembre de 2012, Palmer al costat de l'actriu australiana Phoebe Tonkin, va llançar la seva pròpia pàgina web sobre salut i benestar denominada "Your Zen Life". El juny de 2014, Teresa va afirmar al seu canal oficial de YouTube que és vegetariana. El 2017, al costat de l'actriu Sarah Wright, va crear la comunitat "Your Zen Mama", una comunitat de suport per a mares de tot el món.
El juliol de 2016, Palmer va ser criticada per seguir alletant al seu fill Bodhi de dos anys. No obstant això, ella va respondre que feia el més beneficiós per al seu fill. Palmer va declarar que «la discriminació social de les dones que alleten en públic és immensa, sé que les dones no alleten els seus fills en públic per aquesta raó: les mirades brutes, els murmuris i els comentaris desagradables són francament assetjadors».
Al maig de 2016, Palmer i la seva parella van anunciar que estan esperant el seu segon fill en comú. El 12 de desembre de 2016 l'actriu donà a llum a Adelaida al seu segon fill, un nen anomenat Forest Sage Palmer. El 12 d'abril de 2019 va donar a llum a la seva tercera filla, una nena anomenada Poet Lake Palmer.

## Filmografia

### Cinema
| Any  | Títol                     | Rol                           | Notes                   |
| ---- | ------------------------- | ----------------------------- | ----------------------- |
| 2005 | Wolf Creek                | Noia a la festa de la piscina |                         |
| 2006 | 2:37                      | Melody                        |                         |
| 2006 | The Grudge 2              | Vanessa Cassidy               |                         |
| 2007 | December Boys             | Lucy                          |                         |
| 2008 | Restraint                 | Dale                          |                         |
| 2008 | Bedtime Stories           | Violet Nottingham             |                         |
| 2010 | The Sorcerer's Apprentice | Rebecca "Becky" Barnes        |                         |
| 2011 | I Am Number Four          | Número Sis/Jane Doe           |                         |
| 2011 | Take Me Home Tonight      | Tori Frederking               |                         |
| 2011 | Bear                      | Emelie                        | Curtmetratge            |
| 2011 | Quirky Girl               | Claire                        | Curtmetratge            |
| 2012 | Wish You Were Here        | Steph McKinney                |                         |
| 2013 | Warm Bodies               | Julie Grigio                  |                         |
| 2013 | Love and Honor            | Candace                       |                         |
| 2014 | Cut Bank                  | Cassandra Steeley             |                         |
| 2014 | Parts Per Billion         | Anna                          |                         |
| 2014 | The Ever After            | Ava                           | Productora i escriptora |
| 2015 | Kill Me Three Times       | Lucy Weeb                     |                         |
| 2015 | Knight of Cups            | Karen                         |                         |
| 2015 | Point Break               | Samsara Dietz                 |                         |
| 2016 | Too Legit                 | Kimmie                        | Curtmetratge            |
| 2016 | The Choice                | Gabby Holland                 |                         |
| 2016 | Triple Nine               | Michelle Allen                |                         |
| 2016 | Lights Out                | Rebecca                       |                         |
| 2016 | Hacksaw Ridge             | Dorothy Schutte               |                         |
| 2016 | Message from the King     | Kelly                         |                         |
| 2017 | Berlin Syndrome           | Clare Havel                   |                         |
| 2017 | 2:22                      | Sarah                         |                         |
| 2018 | Ride Like a Girl          | Michelle Payne                |                         |
| 2019 | The Place of No Words     | Per anunciar-se               |                         |

### Televisió
| Any  | Títol                  | Rol          | Notes           |
| ---- | ---------------------- | ------------ | --------------- |
| 2018 | A Discovery of Witches | Diana Bishop | Elenc principal |

## Premis i nominacions
| Llista de premis i nominacions | Llista de premis i nominacions | Llista de premis i nominacions                                | Llista de premis i nominacions | Llista de premis i nominacions | Llista de premis i nominacions | Llista de premis i nominacions |
| Any                            | Organització                   | Categoria                                                     | Treball                        | Resultat                       | Ref(s)                         |                                |
| ------------------------------ | ------------------------------ | ------------------------------------------------------------- | ------------------------------ | ------------------------------ | ------------------------------ | ------------------------------ |
| 2006                           | AFI Awards                     | Millor Actriu Principal                                       | 2:37                           | Nominada                       | [ 113 ]                        |                                |
| 2011                           | Australians in Film Awards     | Premio Revelació (compartit amb Joel Edgerton i David Michôd) | Ella mateixa                   | Ganadora                       | [ 114 ]                        |                                |
| 2013                           | FCCA Awards                    | Millor Actriu de Repartiment                                  | Wish You Were Here             | Nominada                       | [ 115 ]                        |                                |
| 2015                           | Maui Film Festival             | Estel Naixent (compartit amb Scott Eastwood)                  | Ell mateixa                    | Ganadora                       | [ 116 ]                        |                                |
| 2016                           | BloodGuts UK Horror Awards     | Millor Actriu                                                 | Lights Out                     | Nominada                       | [ 117 ]                        |                                |
| 2016                           | AACTA Awards                   | Millor Actriu                                                 | Hacksaw Ridge                  | Nominada                       | [ 118 ]                        |                                |
| 2017                           | AACTA International Awards     | Millor Actriu Internacional de Repartiment                    | Hacksaw Ridge                  | Nominada                       | [ 87 ]                         |                                |
| 2017                           | AFCA Awards                    | Millor Actriu                                                 | Hacksaw Ridge                  | Nominada                       | [ 119 ]                        |                                |
| 2017                           | AACTA Awards                   | Millor Actriu                                                 | Berlin Syndrome                | Nominada                       | [ 120 ]                        |                                |
| 2017                           | FCCA Awards                    | Millor Actriu                                                 | Berlin Syndrome                | Nominada                       | [ 121 ]                        |                                |
| 2018                           | AFCA Awards                    | Millor Actriu                                                 | Berlin Syndrome                | Nominada                       | [ 122 ]                        |                                |